# Cloedtse Put
De Cloedtse put is een vijver van 6 hectare groot naast het themapark Boudewijn Seapark in de Belgische deelgemeente Sint-Michiels. Hij ontstond in 1909 na het uitdiepen van een stuk onvruchtbaar land om de spoorwegberm van de lijn Oostende-Brussel aan te leggen. De vijver wordt vanaf dan Cloedtse Put genoemd naar de Brusselse firma gronddelvers N.V. Entreprises R. Decloedt.

## Geschiedenis
In 1909 wordt de spoorwegberm aangelegd van de lijn Oostende-Brussel. De gebruikte grond kwam van de zogenaamde Wallakkers, een onvruchtbaar stuk land. De uitdieping gebeurde door de Brusselse firma N.V. Entreprises R. Decloedt. Na de Tweede Wereldoorlog werd de vijver samen met een klein stuk grond ten noorden aangekocht door een particulier die er een villa opbouwde (heden Vijverhoflaan nr. 101). In 1961 werd de villa verkocht en het eigendom gesplitst, de vijver ging naar de gemeente.

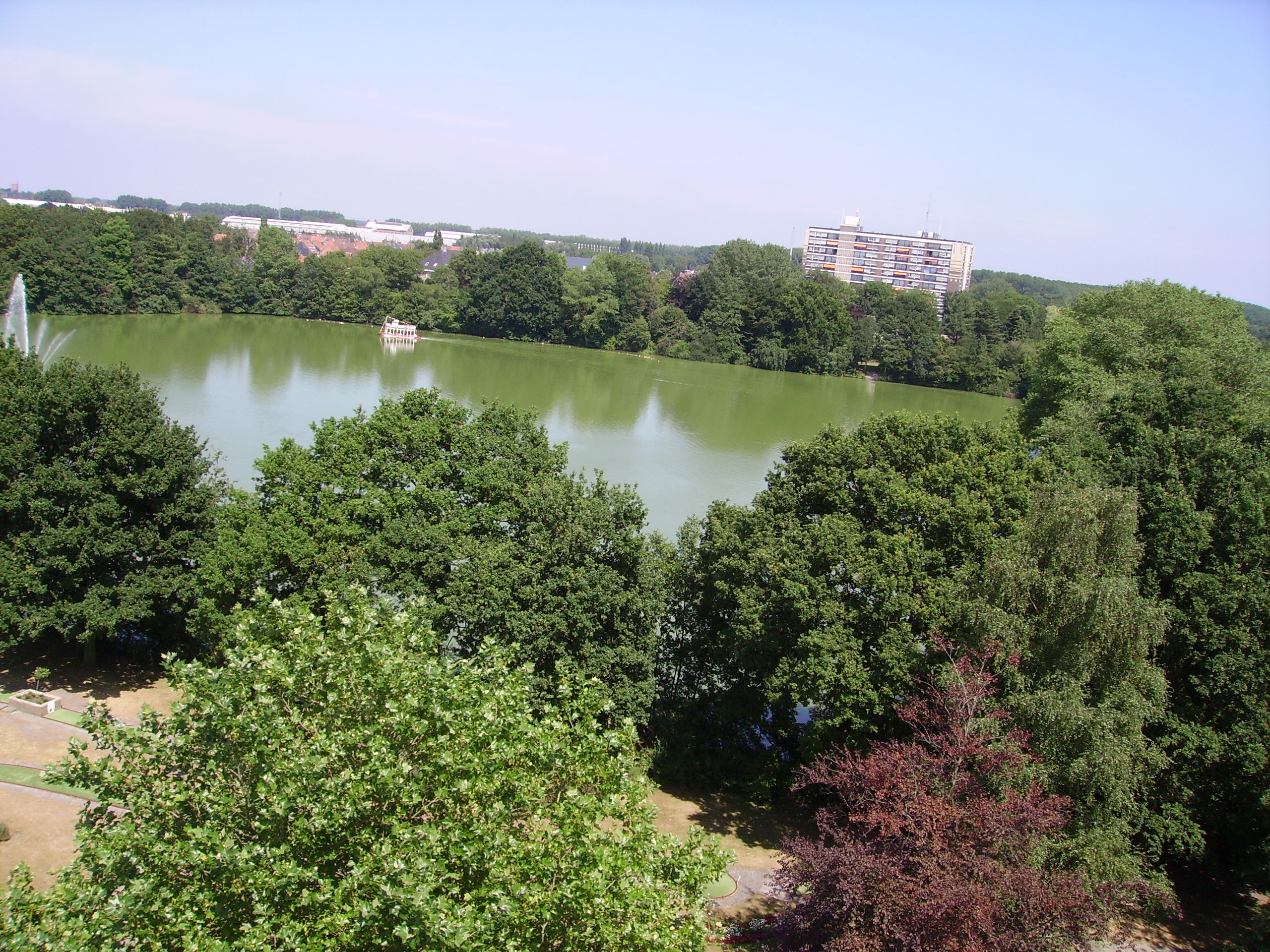
Foto van de Cloedtse Put met de voormalige fontein en Mississippiboot, genomen op 29 augustus 2006

In 1981 opende Boudewijn Seapark de Mississippiboot, een rondvaart op de Cloedtse Put. Langs de oever werd er bescheiden decoratie geplaatst, wat plastieken olifanten en een boeddhabeeld. Centraal in de vijver was er een hoge fontein die later werd weggehaald. In december 2011 werden de bootjes uit het water gehaald omdat een plotse opstoot van blauwalgen de vijver roodbruin had gekleurd. De algen bevatten de giftige cyanobacterie, waardoor de attractie niet langer open kon blijven. Op 1 juni 2011 werden de bootjes met behulp van een hijskraan weer in het water gelaten. In 2014 werd de attractie permanent gesloten.

## Trivia
Ook in Oostkamp zijn er zogenaamde "Cloedtseputten". Op het einde van de 19de eeuw ontwierp het Ministerie van Landbouw een plan om de toenmalige weg over de spoorweg Brussel-Oostende te laten lopen. Daarvoor zou men de weg plaatselijk ophogen en het tracé een klein beetje verleggen. In 1895 werden over de steile helling van de brug de werken uitgevoerd door dezelfde Brusselse firma gronddelvers N.V. Entreprises R. Decloedt. De huidige visvijvers aan weerszijden van de brug, zogenaamd de "Cloedtseputten", danken hun naam dan ook aan die firma. De spoorwegbrug van de lijn Brugge-Kortrijk, die vermoedelijk werd opgericht rond 1910, maakte vanaf dan het ontdubbelen van het spoor mogelijk. In de jaren 1980-1990 werd de bestaande spoorwegbrug vervangen.